# NGC 2902
NGC 2902 (również PGC 27004) – galaktyka soczewkowata (S0), znajdująca się w gwiazdozbiorze Hydry. Odkrył ją William Herschel 8 lutego 1785 roku.